# Creditkassen for Landejendomme i Østifterne
Creditkassen for Landejendomme i Østifterne var en dansk kreditforening, hvis ældste statuter stadfæstedes 12. juni 1866, og som begyndte sin virksomhed den 3. juli samme år. Den blev oprettet med det formål inden for Østifterne at skabe en ren landkreditforening, der ydede lån i land-, skov og havebrug uden hensyn til ejendommens størrelse.
Blandt de mænd, der satte sig i spidsen for Creditkassens oprettelse, kan nævnes politikeren Christian Juel (1828-1914) samt lensbaron Otto Ditlev Rosenørn-Lehn (1821-1892), der var foreningens første repræsentantskabsformand indtil 1888, hvor han blev afløst af Jens Andersen (1833-1908). Julius Rée (1817-1874) var selskabets første direktør og blev efterfulgt af sønnen Eduard Rée (1850-1918). Jens Andersen fra fra 1890 landbrugskyndig direktør.
Direktionen bestod i 1950 af: Aksel Jensen (1883-1961), der var landbrugskyndig direktør fra 1929 og direktionens formand fra 1932, Hemming Bardenfleth (1896-1981), der blev ansat 1942, og som var juridisk direktør, og Klaus Simonsen (1891-1975), som var direktør 1934-67. Bardenfleth var 1959-65 adm. direktør. 1959 blev Helge Clausen (1914-1997) landbrugskyndig direktør og var fra 1965 adm. direktør. I 1972 indgik Creditkassen i Forenede Kreditforeninger, hvor Clausen fortsatte som direktør.
Creditkassen havde adresse Anker Heegaards Gade 4 i København.